# 中山公園 (溫哥華)
中山公園是加拿大卑詩省溫哥華華埠一個主要景點。公園分為免費和收費兩個部分：免費公園（Dr. Sun Yat-Sen Park）採中式設計，但用料主要來自北美，並由溫哥華公園局直接管理；收費公園（Dr. Sun Yat-Sen Classical Chinese Garden）則仿效明朝蘇州古典花園設計，用料從中國入口，為中國境外首創，並由溫哥華公園局以每年1加元的象徵式租金交予非牟利機構中山公園協會營運。公園每年吸引約10萬人遊覽，並不時舉辦音樂會、藝術及園藝展覽、演講和中國傳統節日活動等。
公園北邊毗鄰大溫哥華中華文化中心，其餘三面則由哥倫比亞街、奇化街和卡路街包圍。該片土地過去為片打街和奇化街連接路（Pender-Keefer Diversion）所在，於1970年代末獲溫哥華市政府改為發展中華文化中心和公園之用。中山公園協會遂於1981年成立，並於往後年間從加拿大三級政府、中國政府以及其他社會人士（包括後來出任卑詩省省督的林思齊）籌得600萬元興建公園。公園於1983年2月13日（即當年農曆元旦）舉行動土禮，而工程則於1985年展開，期間52名工匠更特地從中國抵溫，以傳統手工藝塑造公園。公園於1986年4月24日開幕。

## 外部連結
- 中山公園網站
- 孫逸仙博士中國古典園林 （页面存档备份，存于），收錄於中山公園數據庫（页面存档备份，存于），由香港浸會大學圖書館（页面存档备份，存于）提供

49°16′46″N 123°06′12″W / 49.279551°N 123.103416°W